# Réau
Réau és un municipi francès, situat al departament de Sena i Marne i a la regió de Illa de França. L'any 2007 tenia 1.009 habitants.
Forma part del cantó de Combs-la-Ville, del districte de Melun i de la Comunitat d'aglomeració Grand Paris Sud Seine-Essonne-Sénart.

## Demografia

### Població
El 2007 la població de fet de Réau era de 1.009 persones. Hi havia 348 famílies, de les quals 97 eren unipersonals (39 homes vivint sols i 58 dones vivint soles), 66 parelles sense fills, 143 parelles amb fills i 42 famílies monoparentals amb fills.
La població ha evolucionat segons el següent gràfic:
Habitants censats

### Habitatges
El 2007 hi havia 428 habitatges, 361 eren l'habitatge principal de la família, 39 eren segones residències i 28 estaven desocupats. 366 eren cases i 45 eren apartaments. Dels 361 habitatges principals, 286 estaven ocupats pels seus propietaris, 69 estaven llogats i ocupats pels llogaters i 7 estaven cedits a títol gratuït; 19 tenien una cambra, 19 en tenien dues, 109 en tenien tres, 64 en tenien quatre i 151 en tenien cinc o més. 283 habitatges disposaven pel capbaix d'una plaça de pàrquing. A 154 habitatges hi havia un automòbil i a 182 n'hi havia dos o més.

### Piràmide de població
La piràmide de població per edats i sexe el 2009 era:
| Homes | Edats   | Dones |
| ----- | ------- | ----- |
| 0     | 95 o +  | 0     |
| 4     | 90 a 94 | 8     |
| 8     | 85 a 89 | 16    |
| 4     | 80 a 84 | 4     |
| 4     | 75 a 79 | 12    |
| 8     | 70 a 74 | 4     |
| 12    | 65 a 69 | 16    |
| 12    | 60 a 64 | 16    |
| 20    | 55 a 59 | 16    |
| 16    | 50 a 54 | 24    |
| 40    | 45 a 49 | 32    |
| 28    | 40 a 44 | 16    |
| 24    | 35 a 39 | 44    |
| 28    | 30 a 34 | 4     |
| 20    | 25 a 29 | 20    |
| 24    | 20 a 24 | 20    |
| 36    | 15 a 19 | 20    |
| 28    | 10 a 14 | 12    |
| 16    | 5 a 9   | 28    |
| 32    | 0 a 4   | 4     |

## Economia
El 2007 la població en edat de treballar era de 647 persones, 510 eren actives i 137 eren inactives. De les 510 persones actives 491 estaven ocupades (264 homes i 227 dones) i 20 estaven aturades (9 homes i 11 dones). De les 137 persones inactives 41 estaven jubilades, 63 estaven estudiant i 33 estaven classificades com a «altres inactius».

### Ingressos
El 2009 a Réau hi havia 353 unitats fiscals que integraven 961,5 persones, la mediana anual d'ingressos fiscals per persona era de 22.148 €.

### Activitats econòmiques
Dels 93 establiments que hi havia el 2007, 3 eren d'empreses alimentàries, 2 d'empreses de fabricació d'elements pel transport, 10 d'empreses de fabricació d'altres productes industrials, 17 d'empreses de construcció, 21 d'empreses de comerç i reparació d'automòbils, 5 d'empreses de transport, 6 d'empreses d'hostatgeria i restauració, 2 d'empreses d'informació i comunicació, 2 d'empreses financeres, 5 d'empreses immobiliàries, 13 d'empreses de serveis, 2 d'entitats de l'administració pública i 5 d'empreses classificades com a «altres activitats de serveis».
Dels 23 establiments de servei als particulars que hi havia el 2009, 2 eren tallers de reparació d'automòbils i de material agrícola, 4 paletes, 1 guixaire pintor, 9 fusteries, 1 lampisteria, 2 electricistes, 1 perruqueria, 1 restaurant i 2 agències immobiliàries.
L'únic establiment comercial que hi havia el 2009 era una fleca.
L'any 2000 a Réau hi havia 9 explotacions agrícoles.

## Equipaments sanitaris i escolars
El 2009 hi havia una escola elemental.

## Poblacions més properes
El següent diagrama mostra les poblacions més properes.